# Zámecký park (Třeboň)

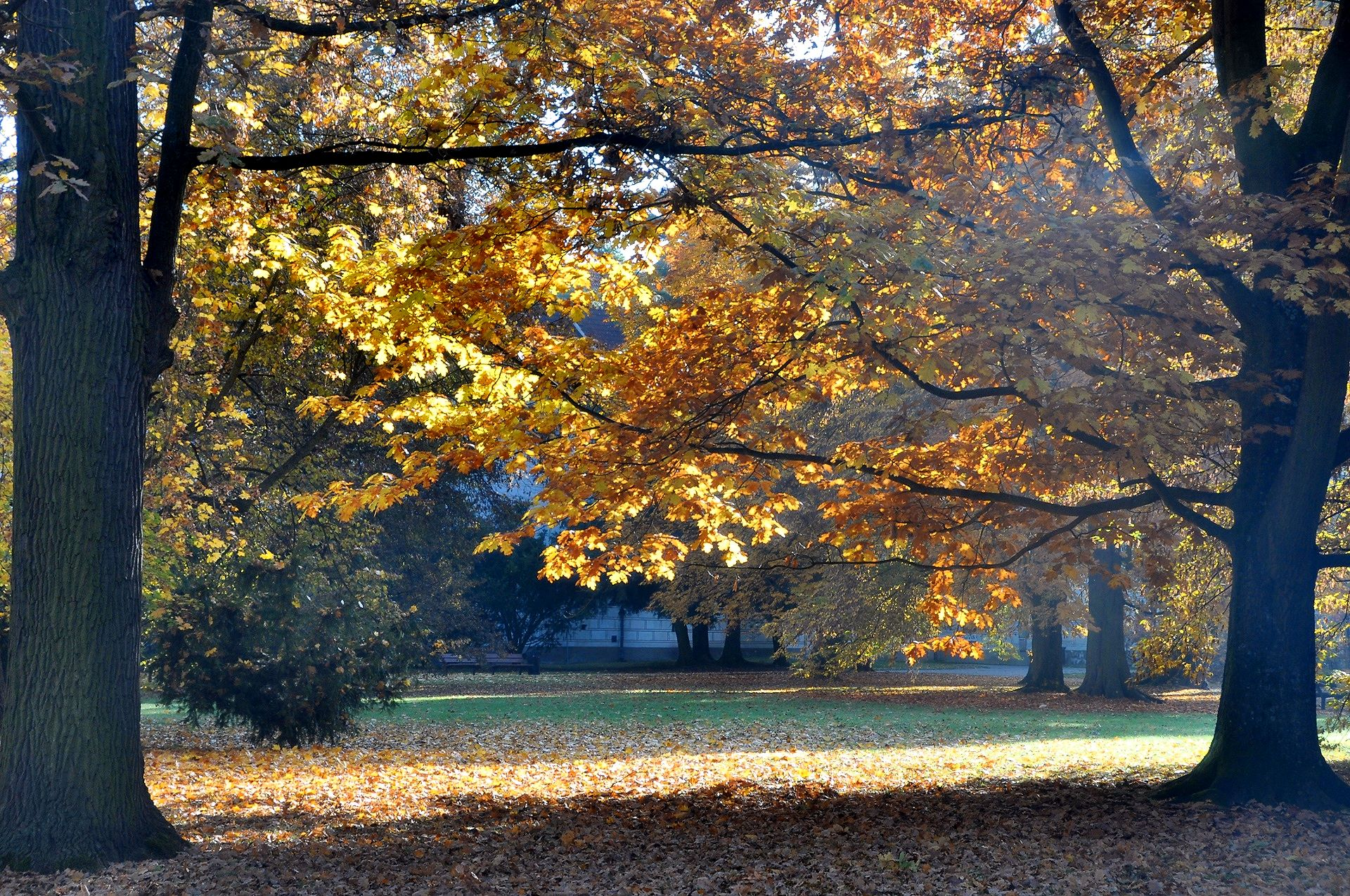
Anglický park na podzim.

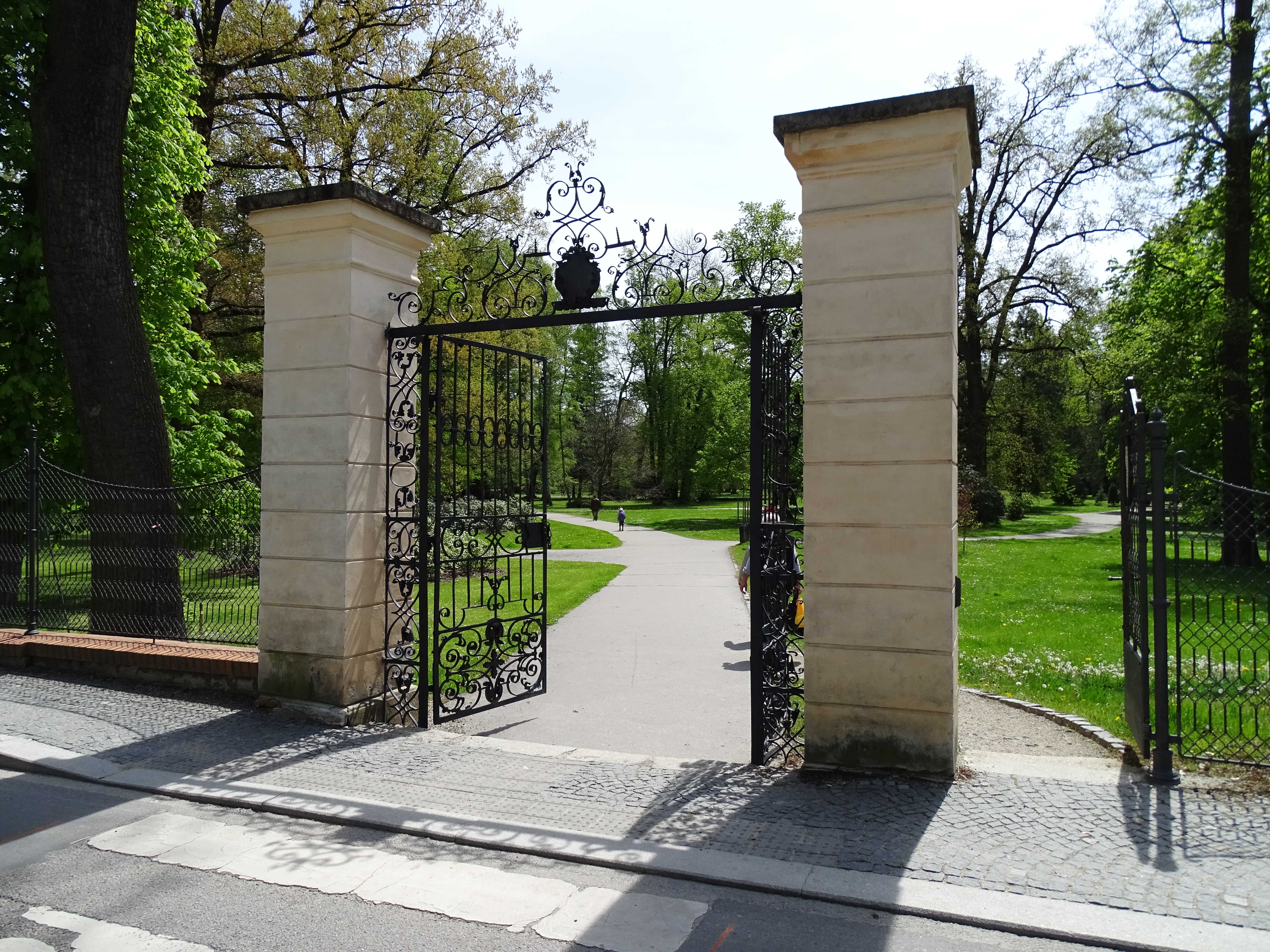
Brána do zámeckého parku.

Zámecký park se nachází v jihočeské Třeboni. Nachází se v prostoru mezi třeboňským zámkem a Budějovickým předměstím, těsně za historickými hradbami města. Jejich část se v zámku také nachází.

## Historie
Podoba zámeckého parku před přestavbou třeboňského zámku za Petra Voka z Rožmberka není příliš známá, protože se nedochovala žádná ucelená dokumentace. Lze předpokládat, že zde původně byl podmáčený terén s vodním příkopem. V případě břilické brány na západním okraji jádra Třeboně je doložena existence dřevěného mostu přes vodní příkop. Až v pozdější době protékala a dodnes těmito místy protéká stoka ze severní výpusti rybníka Svět. V jejich blízkosti nejspíše začala postupně vznikat okrasná zahrada.
Zámecká zahrada začala vznikat za Petra Voka z Rožmberka koncem 16. století díky jeho zájmu o exotické rostliny a dřeviny, a také díky jeho snaze vybudovat ve svém okolí příjemné prostředí. Petr Vok nechal přeložit silnici vedoucí Břilickou městskou branou a v získaném prostoru mezi dnešní Sokolskou ulicí a zámeckým křídlem vybíhajícím do parku vznikla upravená zahrada. Přestavba však nebyla snadná. Prostor dnešního parku tvořil mokřad (ne nepodobný tomu, který se stále nachází v lokalitě tzv. mokrých luk. Plocha tak musela být zavezena zeminou, aby zde bylo možné vysázet stromy a rostliny. Výsledná zahrada nesloužila pouze pro okrasu a okouzlení návštěv zámeckého parku, nýbrž měla i funkci praktickou, neboť zde byla pěstována zelenina.
V této části si Petr Vok z Rožmberka nechal vystavět veliký a nákladně vybavený dřevěný malovaný altán, tzv. lusthaus pro konání zahradních slavností. Později, kdy na zámku sídlil rod Švamberků, byly v prostoru parku chovány labutě.
Vybavení altánu zmizelo po obsazení Třeboně císařskou posádkou během třicetileté války v roce 1623 a samotný altán byl využíván jako sklad rybářských sítí až nakonec vyhořel. Také zahrada byla zcela zničena a musela být pracně obnovována. Rod Schwarzenbergů inicioval obnovu zahrady v 70. letech 17. století. Součástí areálu byl tehdy také ovocný sad. I přesto, že byl park dlouhou dobu udržován, aby se nevracen do podoby bažiny, byla jižní část parku často zaplavována. Schwarzenbergové ji proto neosázeli stromy.
Zásadní změnu pro úpravu zahrady do nynější podoby anglického krajinářského parku znamenal až rok 1804, kdy došlo k vysázení velké kolekce stromů a dalších dřevin. K následnému obohacení parku o exotické rostliny, květinový parter a bazének s vodotryskem, došlo v období, kdy zámek vlastnil kníže Jan Adolf II. ze Schwarzenbergu. Zájem na úpravu parku do tehdy atraktivní podoby měla Paulina ze Schwarzenbergu. Podoba parku se pak zřejmě příliš nelišila od současného stavu.
Pro širokou veřejnost byl park otevřen až po roce 1945, avšak byl včetně altánu využíván již za první republiky u příležitosti hospodářských výstav, kdy v altánu vyhrávala Dušákova kapela. V červnu 1925 park navštívil i prezident republiky Tomáš Garrigue Masaryk. K výraznější obnově došlo v 50., 70. a na přelomu 80. a 90. let 20. století. Ač měla poslední uvedená přestavba park zlepšit, stále byly její součástí asfaltové cesty, ne příliš odpovídající historickému parku. V roce 2002 byl zaplaven během rozsáhlých povodní. Řada historických stromů různých druhů byla poškozena a některé uhynuly. Poslední obnova byla uskutečněna v letech 2019 a 2020. Byl zrenovován mobiliář. Park musel být pro veřejnost několik měsíců kvůli přestavbě uzavřen.

## Využití
Zámecký park je v současnosti oblíbeným místem odpočinku třeboňských občanů, turistů i lázeňských hostů a zaujímá významné postavení v reprezentaci samotného zámku i celého lázeňského města. Dnes se zde nachází značný počet druhů různých stromů apod.
Zámecký park je velmi oblíbeným místem pro svatební obřady, kdy se využívá především prostoru v zámeckém altánu a Schwarzenberský sál na zámku. Ve východní části parku, která přiléhá k zámku, jsou umístěny různé fontány, odpočívadla apod.

## Přístup
Areál parku je oplocený. Je přístupný od severu ze Sokolské ulice, od západu přes mostek z městské knihovny a z východu ze zámku. Na noc se park pro veřejnost uzavírá.